# Deferred Action for Childhood Arrivals
Il Deferred Action for Childhood Arrivals (DACA) o “rinvio per arrivi in età infantile” fu una politica di immigrazione americana che permetteva a taluni soggetti che fossero entrati nel paese come minori in maniera illegale e/o fossero rimasti nel paese illegalmente, di ricevere un'azione di rinvio dell'espulsione della durata di due anni, rinnovabile rendendoli anche idonei per un permesso di lavoro.
A partire dal 2017, circa 800 000 soggetti, detti “dreamers”(sognatori) per il “Dream Act Bill”, furono sottoposti al programma creato dal DACA. Istituita dall'amministrazione Obama nel giugno 2012 è stata eliminata dall'amministrazione Trump nel settembre 2017.
Nel novembre del 2014 il presidente Barack Obama annunciò la sua intenzione di ampliare il DACA per includere più soggetti definiti illegali. Ma molti stati immediatamente si attivarono per prevenire tale ampliamento, che fu alla fine bloccato dalle corti di giustizia. Il dipartimento della sicurezza interna americana abolì tale espansione nel giugno del 2017, mentre continuava a controllare la normale attuazione del “DACA originario”. Il programma DACA fu poi sciolto dall'amministrazione Trump il 5 settembre del 2017, ma il perfezionamento dell'atto di rescindimento fu rimandato di sei mesi per dare la possibilità al congresso di capire come gestire quel gruppo di individui che, sottoposti e idonei a tale programma, ora sarebbero stati privati del loro status.
Alcune ricerche dimostrano che il DACA abbia aumentato gli stipendi e la partecipazione dei soggetti immigrati come forza lavoro,
.
Riducendo al contempo il numero delle famiglie di immigrati illegali che vivevano in stato di povertà. Inoltre vi è stato un miglioramento nelle condizioni sanitarie mentali degli individui inclusi nel DACA e dei loro figli.
Non vi sono impatti negativi conosciuti del programma contro i lavoratori nazionali, in aggiunta la maggior parte degli economisti dicono che il DACA ha portato benefici all'economia degli Stati Uniti. 
Per essere ammissibili a questo programma, i soggetti non devono avere reati o infrazioni gravi nella loro fedina, non esiste prova che le persone ammissibili secondo il DACA, abbiano una maggiore inclinazione a commettere crimini rispetto a qualunque altra persona all'interno degli Stati Uniti

## Background
La politica fu creata dopo la presa di coscienza che gli studenti -“dreamers”- sottoposti al “Dream Act” erano per la maggior parte cresciuti in America, e ciò fu visto come una modo per eliminare le misure restrittive anti-immigrazione per quegli individui di “priorità bassa” e con una buona condotta. 
Il numero di studenti illegali stava crescendo rapidamente: circa 65 000 si diplomò nelle scuole superiori americane su base annuale.
Il “Dream Act Bill”, che avrebbe creato una via per ottenere una residenza permanente per immigrati senza autorizzazione portati negli Stati Uniti ma con determinate caratteristiche, fu votata alla Camera nel 2007. Fu poi cestinata a causa di franchi tiratori bipartisan nel Senato. Fu ripresentata ancora nel 2011. La proposta riuscì a passare alla Camera, ma fu nuovamente bloccata dai franchi tiratori repubblicani al Senato. 
Nel 2013, la legislazione che avrebbe modificato il sistema di immigrazione in maniera comprensiva, includendo la possibilità per i “Dreamers” di rimanere nel paese a lavorare e frequentare le scuole , passò in Senato ma non fu poi portata al voto alla Camera dei rappresentanti.
 Il “New York Times” indica il fallimento del progetto di legge del “DREAM Act” come la forza movente della scelta di Obama di firmare il DACA.

## Istituzione
Il presidente Barack Obama annunciò tale politica con un discorso al “rose garden” della casa bianca il 15 giugno del 2012. Tale data fu decisa poiché era il trentesimo anniversario del caso giuridico “Plyler v. Doe” una decisione della corte suprema per la quale i bambini di immigrati illegali non potessero essere soggetti all'obbligo di pagamento della retta. Fu poi successivamente confermata da un memorandum del segretario alla sicurezza nazionale intitolato “esercitare discrezione nell'azione legale rispetto ad individui che siano giunti negli Stati Uniti come minorenni”.  La politica permise ad alcuni immigrati di evitare l'espulsione ed ottenere dei permessi di lavoro per un periodo di 2 anni, rinnovabili in caso di buona condotta. Per essere idonei, gli immigrati dovevano essere più giovani di 31 anni il 15 giugno del 2012. Dovevano essere giunti negli Stati Uniti non più vecchi di 16 anni ed aver vissuto negli USA dal 2007. Nell'agosto del 2012, il Pew Research Center ha stimato che più di 1,7 milioni di persone sarebbero idonee.
Il servizio di cittadinanza e immigrazione degli USA (USCIS) iniziò ad accettare domande per il programma dal 15 agosto 2012. Al giugno del 2016, l'USCIS aveva ricevuto 844 931 domande per ottenere lo status di DACA, delle quali 741 546 (88%) furono approvate, 60 269 (7%) furono rifiutate e 43 121 (5%) erano in attesa di approvazione. California e Texas hanno ospitato più della metà delle domande accettate positivamente. Secondo un sondaggio dell'agosto 2017 i richiedenti più recenti, o “Dreamers”,  sono nei loro vent'anni e la maggior parte sono arrivati negli USA quando ne avevano 10 o meno.
Nel novembre 2014 il presidente Obama annunciò la sua intenzione di ampliare il DACA per aumentarne la portata. Comunque, nel dicembre 2014, il Texas e altri 25 stati, tutti con un governatore repubblicano, hanno citato in giudizio presso la corte distrettuale degli USA, il distretto del sud del Texas, chiedendo alla corte di giudicare sia l'espansione dei criteri del DACA e del “Deffered Action for Parents of Americans” (rinvio delle azioni legali per i genitori di americani), un programma simile. Nel febbraio del 2015, il giudice Andrew S. Hanen impose un'ingiunzione preliminare bloccando l'espansione del sistema DACA finché il caso Texas v. United States non fosse stato deciso. Dopo il percorso giudiziale, un voto di pareggio (4-4) presso la Corte Suprema lasciò l'ingiunzione operante, senza creare nessun precedente.

### Accoglimento
I leader del partito repubblicano denunciarono il programma DACA come un abuso di potere del potere esecutivo.
Quasi tutti i repubblicani nella Camera dei rappresentanti (con il voto di tre democratici) hanno votato con un risultato 224-201 di togliere i fondi al DACA nel giugno 2013.  Il principale autore dell'emendamento il repubblicano Steve King (Repubblicano dell'Iowa) ha affermato “ il punto della questione è … il presidente non ha l'autorità di ripudiare una legge sull'immigrazione, così come non ha l'autorità per crearne una dal nulla e lui ha fatto entrambe le cose con le cosiddette “note di Morton” (John Morton fu il direttore dell'agenzia di sicurezza nazionale dal 2009 al 2013)  riguardo a queste questioni“. Ma alla fine praticamente il Congresso non ha la facoltà di togliere i fondi al DACA poiché il programma è quasi totalmente sovvenzionato dalle sue stesse tasse piuttosto che da sovvenzioni congressuali.

## Miglioramento
|            |            |  |         |         |
| ---------- | ---------- |  | ------- | ------- |
| California | California |  | 424,995 | 424,995 |
| Texas      | Texas      |  | 234,350 | 234,350 |
| New York   | New York   |  | 95,663  | 95,663  |
| Illinois   | Illinois   |  | 79,415  | 79,415  |
| Florida    | Florida    |  | 74,321  | 74,321  |
| Arizona    | Arizona    |  | 51,503  | 51,503  |

Il DACA fu formalmente iniziato da un memorandum politico mandato dal segretario della sicurezza nazionale, Janet Napolitano all'attenzione del ”Custom and Border protection office” (CBP), l'ufficio doganale e di protezione dei confini, al “US citizenship and Immigration services, (USCIS), il servizio per la cittadinanza e immigrazione degli stati uniti e “US immigration and customs enforcement” (ICE), le forze di sicurezza per i confini e l'immigrazione. Il memorandum indicava formalmente di utilizzare le loro capacità a discrezione nelle caso di individui che avessero avuto quei requisiti che poi sarebbero diventati quelli del DACA.
Per essere ammissibili per il DACA, gli immigrati illegali devono pagare una tassa di 495 dollari, completare diversi documenti e dimostrare chiaramente di avere le caratteristiche indicate dal DACA. Non necessitano di rappresentanza legale.

### Ammissibilità
Per essere ammessi, gli immigrati illegali devono essere entrati negli stati uniti prima del loro sedicesimo compleanno e prima del giugno 2007, frequentare un istituto scolastico, avere un diploma superiore o essere stati congedati onorevolmente dall'esercito, essere sotto i trent'anni alla data del 15 giugno del 2012, e non essere stati condannati per un reato, un'infrazione grave, o tre minori (o più), o essere una minaccia alla sicurezza nazionale. Il programma non da nessuno status legale o una via preferenziale alla cittadinanza e non provvede a dare l'accesso al sussidio federale o a borse di studio scolastiche. nor does it provide eligibility for federal welfare or student aid.
Nell'agosto del 2012, l'istituto politico di migrazione ha stimato che almeno 1,76 milioni di persone potrebbero essere ammesse al DACA.  Di quelle il 28% erano sotto i 15 anni e avrebbero dovuto aspettare l'età preposta per richiederlo. Inoltre circa il 20% non incontrava i livelli richiesti per l'educazione, ma sarebbe potuto diventare eleggibile al programma se si fosse iscritto ad un percorso preposto per risolvere tale mancanza prima di mandare la domanda di partecipazione. Il 74% di soggetti che avrebbero potuto mandare la richiesta di inserimento nel DACA erano nati in Messico, o america centrale.  Per l'11% erano caraibici/sud americani, per il 9% asiatici, e un 6% veniva dal resto del mondo.
Per qualificarsi adatti per il DACA il richiedente deve avere le seguenti caratteristiche, sebbene averle non garantisca la sicura approvazione:
- Essere arrivato negli USA prima dei 16 anni
- Aver vissuto negli USA dal 15 giugno del 2007
- Essere sotto i 31 anni alla data del 15 giugno 2012 (i nati il 16 giugno 1981 o dopo)
- Essere stati fisicamente presenti negli US alla data del 15 giugno 2012 e nel momento della richiesta all'USCIS per la delazione.
- Non avere nessuno stato legale alla data del 15 giugno 2012
- Aver completato la scuola superiore o avere un diploma o essere stati congedati con onore dall'esercito o essere iscritto ad un istituto scolastico
- None essere stato condannato per un reato o un'infrazione grave p tre o più infrazioni minori e non rappresentare un pericolo per la sicurezza nazionale

Per dimostrare tali requisiti in maniera adatta, il richiedente deve presentare i moduli: l'I-821D, l'attestazione di rinvio per arrivi in età infantile, l'I-765, il documento per l'autorizzazione all'impiego, il foglio col programma di lavoro I-765WS così come i documenti per provare i dati presentati per tale modulistica.

### Ammissibilità a titolo di Viaggio
In aggiunta alla tassa di 495 dollari per la procedura, se un soggetto che ha richiesto la qualificazione per il DACA come immigrato illegale e vuole viaggiare all'estero serve un versamento aggiuntivo e una modulistica ulteriore
Modulo I-131 tipo D, con una tassa di 575 dollari, deve essere poi sottoposta al vaglio dell'USCIS.
(il modulo I-131 deve essere completato e spedito da ciascun soggetto che richieda una “green card” (carta verde o permesso di soggiorno) o per qualsiasi altra opzione di residenza senza differenze alcune per il metodo di arrivo sul suolo degli Stati Uniti)
Per ricevere il documento I-512 (detto Advance parole), chi viaggia all'estero deve farlo solo con obbiettivi di studio, di impiego o scopo umanitario. Ciò deve essere indicato nel documento I-131 come spiegato di seguito:
- Obbiettivi di studio, come ad esempio un erasmus o studii all'estero
- Obbiettivi di impiego, come ad esempio lavori siti all'estero, colloqui, training, incontri con clienti ecc.
- Obbiettivi umanitari, come ad esempio viaggi per ragioni mediche, partecipare ad una funzione funeraria di un membro della famiglia o andare in visita ad un parente malato

il viaggio per piacere/svago, non è riconosciuto come valido motivo.

### Rinnovi
L'USCIS ha varato il processo di rinnovo per il DACA nel giugno del 2014, indicando agli interessati le necessità temporali per il rinnovo.
I documenti dovevano essere presentati nella finestra di tempo di trenta giorni a 150 giorni dalla scadenza del precedente status DACA. Con il rinnovo viene rinnovata anche la tassa di 495 dollari.
Nel giugno 2016, vi furono 606 264 rinnovi presentati, 526 288 approvati, 4 703 negati e 75 205 rinnovi in esame.

### Espansione
Nel 2014 il presidente americano Barack Obama annunciò un aumento della portata del DACA per includere gli immigrati illegali entrati nel paese prima del 2010, eliminando il requisito di essere più giovani di 31 anni e allungando il periodo di rinnovo dell'azione di rinvio di due anni. Il “PEW research center” ha stimato che questo avrebbe aumentato i soggetti sottoponibili al DACA di 330,00 unità.
Comunque, nel dicembre del 2014, il Texas e altri 25 stati, tutti con governatori repubblicani hanno denunciato tale pratica presso la corte distrettuale del “south district” del Texas, chiedendo alla corte di vietare sia l'espansione del DACA, e l'azione di rinvio per i genitori di americani (deferred action for parents of americans) un programma simile. Nel febbraio 2015 il giudice Andrew S, Hanen ha deciso per un'ingiunzione preliminare bloccando la possibilità per l'espansione di attuarsi fino al completamento del giudizio detto “Texas v. United States”.  Dopo il procedimento giudiziale la corte decise, per 2 a 1 in favore, di bloccare l'espansione del DACA.
Quando l'amministrazione Obama si rivolse, poi, alla corte suprema, la morte del giudice Antonin Scalia lasciò la corte con soli 8 elementi, che decisero in totale bilanciamento di 4 contro 4 pro e contro il procedimento. Le regole procedurali della corte suprema presuppongono che in caso di pareggio di giudizio, non vi sia una chiara opinione da poter emanare, non si crei nessun precedente e che rimanga quindi la decisione della corte minore precedentemente emanata.
L'ingiunzione temporanea della corte distrettuale non influisce sul DACA “normale”, se tale vogliamo definirlo. Ciascun individuo può comunque continuare a richiedere le garanzie del DACA originario, o quelle del suo rinnovo, sotto i dettami dell'anno 2012.

## Impatto

### Crimine
Secondo FactCheck.org, “non c'è alcuna prova che i beneficiari del programma DACA abbiano una maggiore tendenza a commettere crimini rispetto ai cittadini statunitensi.” [13] La stessa fonte nota come numerosi studi indichino che “gli immigrati non commettono una maggiore percentuale di crimini rispetto ai residenti.”

### Economia
Ad un'analisi approfondita, si nota che, sul lungo periodo e su larga scala, non c'è ragione di credere che i beneficiari del programma DACA abbiano un effetto deleterio sulle possibilità dei cittadini statunitensi di trovare lavoro; al contrario, alcuni economisti sostengono la tesi che il progetto favorisca l'economia statunitense in generale.
Alcuni economisti hanno inoltre espresso preoccupazioni riguardo ad un'eventuale sospensione del programma DACA, affermando che ciò avrebbe un effetto deleterio sull'economia statunitense."

L'affermazione di Jeff Sessions, secondo il quale il programma DACA avrebbe “negato la possibilità di ottenere un lavoro a centinaia di americani, consegnando tali posti di lavoro a immigrati clandestini” è contestata dalla quasi totalità degli economisti. Tale affermazione nasce da quella che nel campo dell'economia è nota come la “lump of labor fallacy”, ossia l'idea che ci sia un limitato numero di posti di lavoro in una determinata economia.
In uno studio del 2016, il Journal of Public Economics ha indicato come il progetto DACA abbia aumentato la partecipazione alla forza lavoro e diminuito il livello di disoccupazione degli aventi diritto. Esso ha inoltre aumentato il reddito degli immigrati clandestini più poveri. Lo studio calcola che il programma abbia impiegato dai 50 000 ai 75 000 immigrati clandestini. Secondo Giovanni Peri, dell'Università della California, il programma ha “di conseguenza, aumentato la spesa e la domanda generale di servizi, prodotti e posti di lavoro statunitensi nei luoghi in cui i beneficiari del programma vivono e lavorano. Alcuni economisti indicano che lavoratori altamente specializzati tendono ad aumentare la produttività e creare nuove opportunità di lavoro nel locale.” Uno studio del 2016 in “Economics Letters” dimostra che le famiglie dei beneficiari del programma hanno il 38% di probabilità in meno di vivere al di sotto della soglia di povertà rispetto ad immigrati non regolari.

Inoltre, i beneficiari del programma tendono ad occupare posizioni di livello superiore rispetto agli immigrati clandestini.
Secondo Giovanni Peri, abolire il programma porterebbe ad una perdita netta di produttività dal momento che, nel 2017, l'economia statunitense è vicina alla piena occupazione.

Ike Brannon e Logan Albright, del “CATO Institute”, hanno scritto, in un articolo del 2017, che l'abolizione del programma avrebbe un effetto deleterio dal punto di vista fiscale ed economico, stimando che il costo di un'immediata abrogazione e deportazione dei beneficiari costerebbe 283 miliardi di dollari in un decennio (composta da 215 miliardi di perdita economica, 60 di perdita fiscale derivante dalle ridotte tasse e 7,5 di costi di deportazione). Brannon e Albright hanno affermato che le loro proiezioni sono “una stima riduttiva tenendo conto che tra i beneficiari vi sono numerosi giovani, la cui educazione produrrebbe in seguito salari maggiori.” Secondo il “Immigrant Legal Resource Center” deportare i beneficiari del programma ridurrebbe le imposte legate ai programmi di “Social Security” e “Medicare” di 24,6 miliardi di dollari in un decennio. Peri sostiene che i beneficiari del programma abbiano, probabilmente, un impatto fiscale positivo, dal momento che essi hanno caratteristiche simili a immigrati di seconda generazione, i quali, in media, hanno un impatto fiscale positivo tra i 173 000 e i 259 000 dollari a persona. Peri fa notare, inoltre, che il sistema educativo statunitense ha già investito nell'educazione di tali individui e che, dunque, deportarli nel momento in cui stanno per iniziare a contribuire all'economia statunitense sarebbe controproducente. In uno studio del 2017 del “Center for American Progress” si stima che la perdita di tutti i beneficiari del programma causerebbe agli Stati Uniti una perdita di 433 miliardi di dollari in dieci anni.
Secondo Pia Orrenius, della “Federal Reserve Bank” di Dallas, a causa del rischio di deportazione, è probabile che coloro che precedentemente e erano protetti dal programma ritornino a posti di lavoro di basso profilo.

### Educazione
Uno studio del 2016 il “Journal of Public Economics” indica che il programma DACA non ha effetti significativi sulla probabilità di frequentare istituti scolastici. Lo studio ha evidenziato unicamente l'incentivo che il programma ha posto per oltre 25 000 individui ad ottenere il titolo di studio necessario per essere considerati idonei. La ricerca condotta da Roberto G. Gonzales, professore di educazione di Harvard, indica invece una maggiore partecipazione scolastica da parte dei beneficiari del programma.

### Salute
Uno studio del 2017 pubblicato nella rivista “Science” ha dimostrato come il programma abbia migliorato i risultati nel campo della salute mentale dei figli di madri beneficiarie del programma. Un altro studio del 2017 del “Lancet Public Health” indica come la salute mentale migliori come diretta conseguenza della possibilità di registrarsi al programma.
“FiveThirtyEight”, riassumendo precedenti studi, ha scritto che “la minaccia di deportazione ha probabilmente effetti negativi sulle famiglie. È stato dimostrato che stress legato all'immigrazione e ansia hanno effetti negativi. In generale, la comunità scientifica è convinta che lo stress legato alla paura per la possibile deportazione di un genitore ha ampi effetti negativi sulla salute dei figli”. In un editoriale del “New England Journal of Medicine” Atheendar S. Venkataramani, professore di medicina dell'Università della Pennsylvania, e Alexander C. Tsai, professore di psichiatria di Harvard, hanno scritto: “I dati indicano chiaramente che l'abolizione del programma avrebbe effetti profondamente negativi per la salute mentale della popolazione. Il DACA non era stato concepito come un programma di salute pubblica, ma le sue conseguenze a livello di popolazione sulla salute mentale sono state significative e possono rivaleggiare con quelle di qualsiasi programma di larga scala o qualsiasi politica sociale nella storia recente. La sua abolizione rappresenterebbe dunque una minaccia alla salute pubblica.”"
21% degli immigrati protetti dal programma lavorano nel campo dell'educazione o dei servizi sanitari. [44] La “American Medical Association” ha stimato che, mantenendo DACA o una legislazione simile, nei prossimi 10 anni 5 400 nuovi medici entrerebbero nella forza lavoro statunitense, alleviando la prevista carenza di medici.

### Flussi migratori
Uno studio del 2016 pubblicato nella rivista “International Migration” ha dimostrato che il programma non incide in materia significativa sul numero di minori non accompagnati provenienti dall'America Centrale. Un rapporto del 2015 del GAO (Government Accountability Office), analizzando le cause del recente aumento di minori non accompagnati non citava il DACA come causa, puntando il dito invece sulla mancanza di prospettive economiche e sul crimine.

## Sfide legali
Il programma è stato oggetto di cause legali. Tuttavia, solo le possibili espansioni sono state bloccate da un'ingiunzione preliminare. Gli esperti sono ancora divisi sulla sua costituzionalità, ma nessuna corte ha ancora dichiarato il programma incostituzionale..
Una delle cause dirette contro il programma è stata presentata nell'agosto del 2012 da parte di dieci agenti dell'ICE (Immigration and Customs Enforcement). Una delle cause dirette contro il programma è stata presentata nell'agosto del 2012 da parte di dieci agenti dell'ICE (Immigration and Customs Enforcement). [57] I ricorrenti dichiaravano che la nuova politica avrebbe richiesto loro di violare la legge. Un anno dopo, il giudice Redd O'Connor della corte distrettuale del distretto nord del Texas ha sostenuto che la Corte mancasse di giurisdizione sul procedimento, nonostante nella decisione egli affermi che ritiene il programma inerentemente illegale. The plaintiffs then filed an appeal but the U.S. Court of Appeals for the Fifth Circuit upheld the dismissal on procedural grounds.
La prima causa contro l'espansione del programma è stata presentata ne novembre del 2014 dallo sceriffo Joe Arpaio della contea di Maricopa, Arizona. Egli sosteneva che il programma e le sue espansioni fossero “incostituzionali, arbitrarie e incostanti e invalide alla luce del “Administrative Procedure Act” poiché potrebbero generare casi in cui regolamenti vengono promulgati senza la necessaria opportunità per commenti e notifiche pubbliche.” La Corte distrettuale del Distretto di Columbia ha rapidamente bocciato il caso per mancanza di ius standi da parte di Arpaio. La decisione è stata confermata in seguito da parte della Corte d'Appello, e la richiesta di Arpaio di appella di fronte alla Corte Suprema è stata rifiutata il 19 gennaio 2016.
La causa che ha generato la sospensione preliminare è stata presentata nel dicembre 2014 dal Texas ed altri 25 stati nei confronti del “Deferred Action for Parents of Americans” (DAPA) e delle espansioni del DACA annunciate dall'amministrazione Obama. Gli stati affermavano che, espandendo il programma, il presidente stava violando l'articolo 2 della Costituzione mancando di porre in effetto la politica migratoria del Paese. Inoltre, gli stati affermavano che il presidente avrebbe, attraverso tali atti, riscritto da solo la legge. ] Nel febbraio del 2015 il giudice Andrew S. Hanen ha pronunciato un'ingiunzione preliminare che blocca l'espansione del programma fintantoché il caso Texas vs United States è in atto. Un atto della Corte Suprema ha confermato la decisione con 4 voti favorevoli e 4 contrari. l'ingiunzione temporanea del tribunal non ha avuto effetti sul daca esistente.seguendo I dettami stability nel 2012.
In ogni caso, le opinioni riguardanti la legalità del programma sono contrastanti. Nel caso United States vs Texas, per esempio, l'amministrazione Obama sostiene che esso rappresenti la legittima discrezionalità conferita all'esecutivo dal Congresso nel “Immigration and Nationality Act”. Jay Sakulow, Consigliere Capo del “American Center for Law and Justice” ha invece affermato che il programma usurpa il ruolo del Congresso nel campo dell'immigrazione, permettendo a determinati immigrati clandestini di violare impunemente la legge statunitense

## Reazioni di stati e città
A livello statale i governi sono divisi sull'argomento. I favorevoli sostengono che i singoli stati non hanno le risorse per gestire tutti gli immigrati non documentati e che il programma aiuta, dunque, le agenzie federali ad esercitare discrezione prosecutoria, ossia a concentrare le risorse sugli immigrati che commettono crimini. I contrari, tuttavia, affermano che il programma costringerebbe gli stati a spendere centinaia di milioni di dollari in sanità, educazione, pubblica sicurezza ed altri benefici che gli applicanti al programma riceverebbero. For instance, DACA opponents claim that Texas could assume up to $500 million in administrative costs for issuing new driver's licenses.

### Arizona
L'Arizona è diventato il primo stato ad opporsi agli ordini del Presidente Obama quando il governatore, Jan Brewer, ha emesso un decreto che bloccava qualsiasi beneficio statale per gli applicanti al programma. Nel maggio del 2013 una corte distrettuale federale ritenne la politica incostituzionale e, nel 2014 la Corte d'Appello ha dichiarato illegale il decreto del Governatore

### California
Lo stato della California ha accettato di sostenere i beneficiari del programma, per esempio permettendo loro di ottenere patenti di guida, ponendo però determinate condizioni stabilite dalli stato. La California permette inoltre ai beneficiari del DACA di essere eleggibili per il programma “Medi-Cal”

### Illinois
Il sindaco di Chicago Rahm Emanuel ha affermato di voler rendere Chicago “la città più accogliente per gli immigrati del Paese”. Oltre ad offrire sovvenzioni statali per l'educazione di immigrati clandestini ha anche in programma un'ordinanza che preverrebbe la consegna di immigrati non documentati dotati di una fedina penale pulita alle agenzie di immigrazione

### Iowa
Nel 2012, l'allora direttore del dipartimento dei trasporti dell'Iowa Paul Trombino III ha annunciato la decisione di negare la patente ai beneficiari del DACA. La decisione è stata abbandonate qualche settimana dopo.

### Maryland
Nel 2016 il sindaco di Baltimora Stephanie Rawlings-Blake ha affermato che la polizia di Baltimora non avrebbe richiesto la cittadinanza agli individui con cui interagisce.
Nel Maryland i residenti possono richiedere sovvenzioni statali per rate scolastiche indipendentemente dallo status di cittadinanza, purché soddisfino determinate condizioni: i residenti devono aver frequentato in Maryland le scuole superiori per almeno 3 dei precedenti 12 anni e se hanno ricevuto un diploma superiore o un GED in Maryland nei 10 anni precedenti. Devono essersi iscritti ad un college pubblico del Maryland entro 4 anni dal ricevimento del diploma o GED. Devono essersi iscritti nel “Selective Service” se di sesso maschile e devono aver pagato le tasse in Maryland .

### Michigan
Nell'ottobre del 2012, il Segretario di Stato del Michigan, Ruth Johnson, ha annunciato che il Michigan non rilascerà patenti di guida o carte d'identità di nessun tipo ai beneficiari del programma DACA. Il servizio di cittadinanza ed immigrazione degli Stati Uniti (USCIS) ha chiarito che i beneficiari del programma DACA non possiedono lo status legale, ma i beneficiari del programma DACA sono illegalmente presenti nonostante ciò; in fatti, è stabilito che i beneficiari DACA non sviluppino una presenza illegale mentre sono in questo differito status di azione.   Il segretario di stato si è basato sulla spiegazione di USCIS, che discuteva lo status legale, non una presenza legale. n risposta a questa politica, l'ACLU mosse una causa contro Johnson, sostenendo che questa politica violava sia la legge del Michigan sia quella della costituzione degli stati uniti. Il 18 gennaio 2013, l'USCIS carica sulla pagina di DACA le sue “frequenti risposte alle domande”, chiarificando, tra le altre cose, che i beneficiari DACA sono, in effetti, presenti legalmente negli Stati Uniti Il primo febbraio 2013, Johnson ha invertito la sua politica e ha cominciato a concedere patenti ai beneficiari DACA dal 19 febbraio 2013.

### Nebraska
Il governatore Dave Heineman si è opposto al DACA e nel 2012 ha ordinato al dipartimento motoveicoli del Nebraska di non distribuire patenti alle persone che ricevono azioni differite da parte di DACA. Heineman “ha deciso che, donare benefici agli immigrati illegali viola la legge statale”" Nel 2015, tuttavia, la legislatura unicamerale del Nebraska ha votato per cambiare la legge statale e permettere a chi ha un riconoscimento DACA di ottenere la patente di guida. Il governatore Pete Ricketts pose il veto alla riforma, ma la corte ha votato 34 voti a favore contro 10 e il veto è stato superato. Il Nebraska è stato l'ultimo dei 50 stati a permettere un'azione differente per ottenere le patenti.

### North Carolina
La Carolina del Nord ha velocemente sospeso la distribuzione delle patenti di guida ai soggetti DACA mentre attendeva il parere del Procuratore Generale dello stato. Il procuratore generale ha stabilito che anche senza lo status formale di immigrazione ai protetti DACA era garantita legalmente l'ospitalità. Dopo questa decisione, lo stato continuò ancora a concedere le patenti di guida e permettere ai soggetti DACA di diventare membri legittimi della Carolina del Nord

### Texas
Sebbene l'istruzione statale è ancora organizzata, il governatore Rick Perry ha annunciato la sua opposizione al DACA distribuendo una lettera diretta a tutte le agenzie statali, che riportava “per assicurare che tutte le agenzie del Texas capiscano che le linee guida del segretario Napolitano non conferiscono assolutamente nessun genere di status legale agli immigrati illegali qualificati per la una protezione differente”.”

### Virginia
Nell'aprile 2014, il Procuratore Generale della Virginia Mark Herring ha mandato una lettera al direttore del consiglio di stato della istruzione superiore for Virginia (SCHEV), ai presidenti dei college pubblici e università di Virginia, e al cancelliere del sistema delle comunità collegiali della Virginia, in risposta alle domande delle pubbliche istituzioni sulla educazione superiore sulla ammissione degli studenti DACA alla istruzione statale. Il procuratore generale ha consigliato a queste istituzioni che operano sotto la legge della Virginia che gli studenti, tutelati dal programma DACA, se soddisfano i requisiti per il domicilio in Virginia, sono ammessi nel sistema di istruzione statal.

## L'annullamento
Mentre faceva la campagna per l'elezione presidenziale, Donald Trump ha detto che intendeva revocare il sistema DACA dal suo “primo giorno” della sua presidenza
Il 14 febbraio 2017 un servizio della CNN sulla detenzione del 23enne Daniel Ramirez Medina nel “Northwest Detention Center” Tacoma, Washington seguendo il suo arresto nella casa a Washington del padre, Des Moines, ha osservato che “il caso suscita questioni circa il significato di cosa vorrebbe dire” per 750 000 sognatori, che hanno “ricevuto il permesso del sistema DACA Il 7 marzo una 22enne, Daniela Vargas, di Jackson, Mississippi, un'altra beneficiaria di DACA è stata detenuta da ICE (United States Immigration and Customs Enforcement), facendo sorgere un'ulteriore ipotesi sull'impegno del Presidente Trump verso i “sognatori” e chiedendosi se gli immigrati che parlano chiaro contro le politiche amministrative debbano temere ritorsioni.  Vargas was released from LaSalle Detention Center on March 10, 2017, and Ramirez Medina's release followed on March 29.
Il 16 giugno 2017 il dipartimento per la sicurezza interna degli Stati Uniti ha annunciato che intendeva abrogare l'ordine esecutivo dell'amministrazione di Barack Obama che espandeva il programma DACA, sebbene l'esistenza del programma daca continui ad essere esaminata
Il 5 settembre 2017, il procuratore generale Jeff Sessions ha annunciato che il programma è stato annullato. Sessions disse che gli individui con i permessi DACA erano fuorilegge che influivano i salari e l'occupazione dei americani di nascita .). Sessions, inoltre, attribuì al DACA la prima causa dietro agli aumenti delle minori non accompagnati venuti negli Usa dall'America centrale. Trump ha detto che “grosso modo tutti i maggiori esperti legali” credono che DACA sia incostituzionale. I fact-checkers hanno detto che solo una minoranza degli economisti crede che DACA colpisca negativamente i lavoratori americani, che ci sono poche prove che DACA ha causato l'aumento dei minori non accompagnati, e che è falso che “i migliori esperti legali” credono che DACA sia incostituzionale
Le sedute hanno aggiunto che l'applicazione (o esecuzione) sarebbe stata sospesa per sei mesi; lo status DACA e i documenti per l'autorizzazione all'impiego (EAD) che scadono durante i sei mesi successivi avrebbero continuato ad essere rinnovati. I beneficiari DACA con un permesso di lavoro destinato a scadere prima o durante il 5 marzo 2018 potrebbero avere l'opportunità di rinnovare il permesso per due anni se la loro richiesta sarà ricevuta dall'USCIS entro il 5 ottobre 2017. In una dichiarazione ulteriore Trump ha detto che “ è tempo per il Congresso di agire!” i quasi 8 000 000 migranti che sono stati qualificati come qualificabili per il DACA, saranno categorizzabili come “soggetti a “possibile deportazione” alla fine di quei sei mesi. ). Una nota della casa bianca riportò che i beneficiari DACA dovrebbero “usare il tempo rimanente della loro autorizzazione lavorativa per preparare e organizzare la loro partenza dagli Usa

### La reazione
Secondo il New York Times, “i democratici ed alcuni repubblicani, gli industriali, i rettori universitari e gli attivisti nel campo dell'immigrazione hanno condannato la revoca come una crudele e avventata decisione che è malvista dai giovani immigrati e che potrebbe danneggiare l'economia”. Il precedente Presidente Obama ha condannato la revoca come “crudele” e ha scritto:
 “Loro sono stati portati in questo paese dai loro genitori, qualche volta quando erano piccoli. Loro potrebbero non conoscere nessun altro paese se non il nostro. Potrebbero non conoscere altre lingue oltre all'inglese. Spesso loro non hanno idea che sono senza documenti finché non cercano un lavoro, o vanno al college o cercano di prendere la patente di guida… qualsiasi siano preoccupazioni e le paure degli Americani in generale sull'immigrazione, noi non dovremmo compromettere il futuro di questo gruppo di giovani che sono qui non per volontà loro, che non rappresentano un pericolo, che non sono diversi dal resto di noi… cacciarli fuori non abbasserà il tasso di disoccupazione, e non alleggerirà le tasse di nessuno, e non alzerà le spese di nessuno” La reazione tra i repubblicani è stata varia). Molti anziani Repubblicani hanno elogiato la decisione di Trump, come lo speaker del congresso Paul Ryan, il leader della maggioranza in senato Mitch McConnell e il Senatore Ron Johnson, presidente della sicurezza interna e del comitato degli affari del governo. Gli altri Repubblicani, incluso il Senatore John McCain, il Senatore Jeff Flake, e il rappresentante Illeana Ros-Lehtinen, hanno condannato la scelta dell'amministrazione Trump di revocare l'ordine esecutivo..In una dichiarazione il senatore McCain disse: “Io credo fermamente che i bambini che sono stati portati illegalmente in questo paese non per colpa loro non debbano essere obbligati a ritornare in un paese che non conoscono. Gli 800 000 giovani innocenti protetti dalla azione di DACA negli ultimi anni hanno ottenuto diplomi, iniziato carriere e contribuito alla nostra comunità in modi importanti. Mentre sono in disaccordo con l'azione unilaterale del presidente Obama su questo tema, io credo che recedere DACA ora sia un'inaccettabile inversione delle promesse e delle opportunità che sono state attribuite a questi individui” Organizzazioni come l'Unione delle Libertà Civili Americane, la lega anti-diffamazione e la camera di commercio americana hanno condannato la revoca similmente la Conferenza episcopale che la descrive come “riprovevole”. Anche l'Università Cattolica di Notre Dame ha esortato il presidente a non eliminare il DACA e ha annunciato che avrebbe difeso le persone interessate. L'Unione della Chiesa Metodista ha detto che ciò era “non solo spregiudicato, ma contrario al lavoro e alla testimonianza”, e la Chiesa Evangelica Luterana ha chiamato i suoi fedeli per “pregare oggi per quelli che soffriranno per le ripercussioni dovute alla fine di questo programma”" Interrogato sulla decisione di Trump di eliminare il DACA, Papa Francesco disse che se Trump fosse veramente “a favore della vita”, lui “capirebbe che la famiglia è la culla della vita e che essa deve essere difesa come un'unione” Ralph Reed, il presidente della Coalizione Fede e Libertà, ha approvato la decisione di Trump .
L'annuncio della decisione del settembre 2017 suscitò proteste in molte città incluse Washington D.C., Chicago e Los Angeles. In una protesta del 5 settembre a New York davanti alla torre di Trump, più di 30 manifestanti sono stati arrestati.. Il 19 settembre, altri protestanti sono stati arrestati davanti alla torre di Trump, inclusi il deputato democratico dell'Arizona Raul Grijalva, Luis Gutiérrez dell'Illinois e Adriano Espaillait di New York.

L'annullamento è stato portato in giudizio davanti alla corte da differenti entità. Il 6 settembre 2017, per esempio, quindici stati e il distretto della Colombia hanno fatto una causa, chiamata New York contro Trump, di fronte alla corte dei distretti degli Stati Uniti del distretto est di New York cercando di bloccare l'abrogazione. Pochi giorni dopo, il procuratore generale, Xavier Becerra, ha fatto una causa separata, che è sostenuta by the state of Maine, Minnesota e Maryland. Becerra ha detto che come un quarto delle persone nel programma DACA in California, lui pensa che “tutti riconoscano lo scopo e la portata della decisione di Trump di eliminare il DACA colpendo forte in questo Stato”.  Non solo il governo dello Stato ha fatto causa, ma anche “sei sognatori” l'hanno fatta contro Trump a San Francisco.  L'università della California, che ora ha circa 4 000 studenti senza documenti, ha anche lei fatto causa contro il dipartimento per la sicurezza interna che è stata presentata nel distretto Nord della California. Janet Napolitano, presidente del sistema UC, definisce la revoca del DACA “incostituzionale, ingiusta e fuori legge”. In un'intervista Napolitano ha detto: “io sono profondamente turbata dalla decisione del Presidente Trump di porre fine al programma DACA e sradicare le vite di circa 800.000 “sognatori” in tutta la nazione. Questo pensiero retrogrado, questa grande manovra minaccia di separare famiglie e di negare il futuro delle giovani menti di questo Stato, migliaia delle quali frequentano o si sono laureate nell'Università di California”.

### Proposte alternative all'abrogazione del DACA
- Dream Act: proposto dai Senatori Graham e Durbin, il Dream Act offre protezione agli immigrati illegali come il DACA, e, allo stesso modo, offre un patto di cittadinanza[111]
- La legge che riconosce i bambini d'America: proposta dal repubblicano Curbelo, la Rac offre un percorso per legalizzare attraverso l'istruzione, il servizio militare o il permesso di lavoro. Dopo dieci anni in questo programma, gli immigrati possono ottenere la cittadinanza.

- La legge di Speranza Americana: proposta dal Repubblicano Gutiérrez, questa legge offre un veloce passaggio alla cittadinanza che è ottenibile in 8 anni, ma gli immigrati devono essere entrati negli Usa prima dei 18 anni (120).[113]
- La legge “ponte”: proposta dal Repubblicano Coffman, questa proposta estende il programma DACA di tre anni, permettendo più tempo per discutere una riforma complessiva sull'immigrazione[114]